# Sané (Tanghin-Dassouri)
Pour les articles homonymes, voir Sané.
Sané est une localité située dans le département de Tanghin-Dassouri de la province du Kadiogo dans la région Centre au Burkina Faso.

## Géographie
Sané est situé à 10 km au nord-ouest de Tanghin-Dassouri, le chef-lieu du département, et à 30 km à l'ouest du centre de Ouagadougou. Le village est à 10 km au nord de la route nationale 1.

## Santé et éducation
Sané accueille un centre de santé et de promotion sociale (CSPS) avec une maternité tandis que le centre médical (CM) se trouve à Tanghin-Dassouri et que les hôpitaux sont à Ouagadougou.
Le village possède une école primaire publique et depuis son inauguration en 2012 un collège d'enseignement général (CEG).